# دول جزرية صغيرة نامية

خريطة الدول الجزرية الصغيرة النامية.

إن الدول الجزرية الصغيرة النامية (المعروفة اختصارًا باسم SIDS) هي بلدان ساحلية منخفضة تتشارك في تحديات التنمية المستدامةالمتشابهة، ويقطنها عدد قليل من السكان لكنه في ازدياد، ولديها موارد محدودة وتوجد في مناطق نائية وعرضة للكوارث الطبيعة، وسريعة التأثر بالصدمات الخارجية وتعتمد بشكل مفرط على التجارة الدولية والبيئات الضعيفة. ولقد تراجعت العمليات التنموية والتطوير في تلك البلدان نظرًا لتكاليف الاتصالات الباهظة وتكاليف الطاقة والنقل وأيضا بسبب عدد مرات النقل الدولي غير المنتظم مما لا يتناسب مع أعمال الإدارة العامة والبنية التحتية باهظة التكاليف بسبب قلة عدد السكان ويؤدي ذلك إلى عدم خلق فرص اقتصادية على نطاق واسع.
وتم الاعتراف بتلك البلدان الجزرية الصغيرة النامية لأول مرة في مؤتمر الأمم المتحدة المعني بالبيئة والتنمية في يونيو 1992. وتم طرح برنامج عمل باربادوس التابع لبرنامج عمل الأمم المتحدة حول التنمية المستدامة للبلدان الجزرية الصغيرة النامية في 1994 لمساندة البلدان الجزرية الصغيرة النامية في مجهوداتها المبذولة من أجل التنمية المستدامة.
وتمتلك الأمم المتحدة مكتبًا للممثل السامي لأقل البلدان نموًا و البلدان النامية غير الساحلية والدول الجزرية الصغيرة النامية(UN-OHRLLS).

## قائمة البلدان الجزرية الصغيرة النامية
في الوقت الحالي، أدرجت إدارة الأمم المتحدة للشئون الاقتصادية والاجتماعية 52 بلدًا من البلدان الصغيرة النامية. وتتوزع على ثلاث مناطق جغرافية: جزر الكاريبي في المحيط الهادئ; وفي أفريقيا في المحيط الهندي والبحر المتوسط وفيبحر الصين الجنوبي. كل منطقة من المناطق الثلاث لها هيئة إقليمية تعاونية:: مجموعةالكاريبي، ومنتدى جزر المحيط الهادئ ولجنة المحيط الهندي ، على التوالي، حيث تكون تلك البلدان الجزرية الصغيرة النامية أعضاءً في تلك الهيئات أو أعضاء مشاركين. إضافة لذلك، فإن معظم تلك البلدان الجزرية الصغيرة النامية(وليس كلها) أعضاء في تحالف البلدان الجزرية الصغيرة، والتي تقوم بأعمال الضغط والتفاوض من أجل أن تكون البلدان الجزرية الصغيرة النامية داخل نظام الأمم المتحدة.
| البحر الكاريبي          | المحيط الهادي             | أفريقيا والمحيط الهندي والبحر المتوسط وبحر الصين الجنوبي (AIMS) |
| ----------------------- | ------------------------- | --------------------------------------------------------------- |
| أنغويلا                 | ساموا الأمريكية           | البحرين                                                         |
| أنتيغوا وباربودا        | جزر كوك                   | الرأس الأخضر                                                    |
| أروبا                   | ولايات ميكرونيسيا المتحدة | جزر القمر                                                       |
| جزر البهاما             | فيجي                      | غينيا بيساو                                                     |
| باربادوس                | تاهيتي                    | جزر المالديف                                                    |
| بليز                    | غوام                      | موريشيوس                                                        |
| جزر العذراء البريطانية  | كيريباتي                  | ساو تومي وبرينسيب                                               |
| كوبا                    | جزر مارشال                | غينيا بيساو                                                     |
| دومينيكا                | ناورو                     | سنغافورة                                                        |
| جمهورية الدومينيكان     | كاليدونيا الجديدة         |                                                                 |
| غرينادا                 | نييوي                     |                                                                 |
| غيانا                   | جزر ماريانا الشمالية      |                                                                 |
| هايتي                   | بالاو                     |                                                                 |
| جامايكا                 | بابوا غينيا الجديدة       |                                                                 |
| مونتسرات                | ساموا                     |                                                                 |
| الأنتيل الهولندية       | جزر سليمان                |                                                                 |
| بورتوريكو               | تيمور الشرقية             |                                                                 |
| سانت كيتس ونيفيس        | تونغا                     |                                                                 |
| سانت لوسيا              | توفالو                    |                                                                 |
| سانت فينسنت والغرينادين | فانواتو                   |                                                                 |
| سورينام                 |                           |                                                                 |
| ترينيداد وتوباغو        |                           |                                                                 |
| جزر العذراء الأمريكية   |                           |                                                                 |

## الملاحظات
1. 1 2 3 4 5 6 7 8 9 10  ليست عضوا أو مشرفا في الهيئة الإقليمية التعاونية
2. 1 2 3 4  عضوا في تحالف البلدان الجزرية
3. 1 2 3 4 5 6 7 8 9 10 11 12 13  ليست عضوا في الأمم المتحدة
4. 1 2 3 4  المشرف على تحالف البلدان الجزرية الصغيرة
5. 1 2 3 4 5 6 7 8 9 10  ليست عضوا أو مشرفا في تحالف البلدان الجزرية الصغيرة
6. 1 2 3 4 5 6  المشرف على الهيئة الإقليمية التعاونية
7. 1 2 3 4 5 6 7  هي أيضًا من البلدان الأقل نموا